# Leo von Thun und Hohenstein
Leopold Graf von Thun und Hohenstein (genannt auch Leo von Thun-Hohenstein; * 7. April 1811 in Tetschen; † 17. Dezember 1888 in Wien) war ein österreichischer Politiker, insbesondere Cultus- und Unterrichtsminister, und Autor. Er war Reformer des Unterrichtswesens und einer der Väter des politischen Katholizismus.

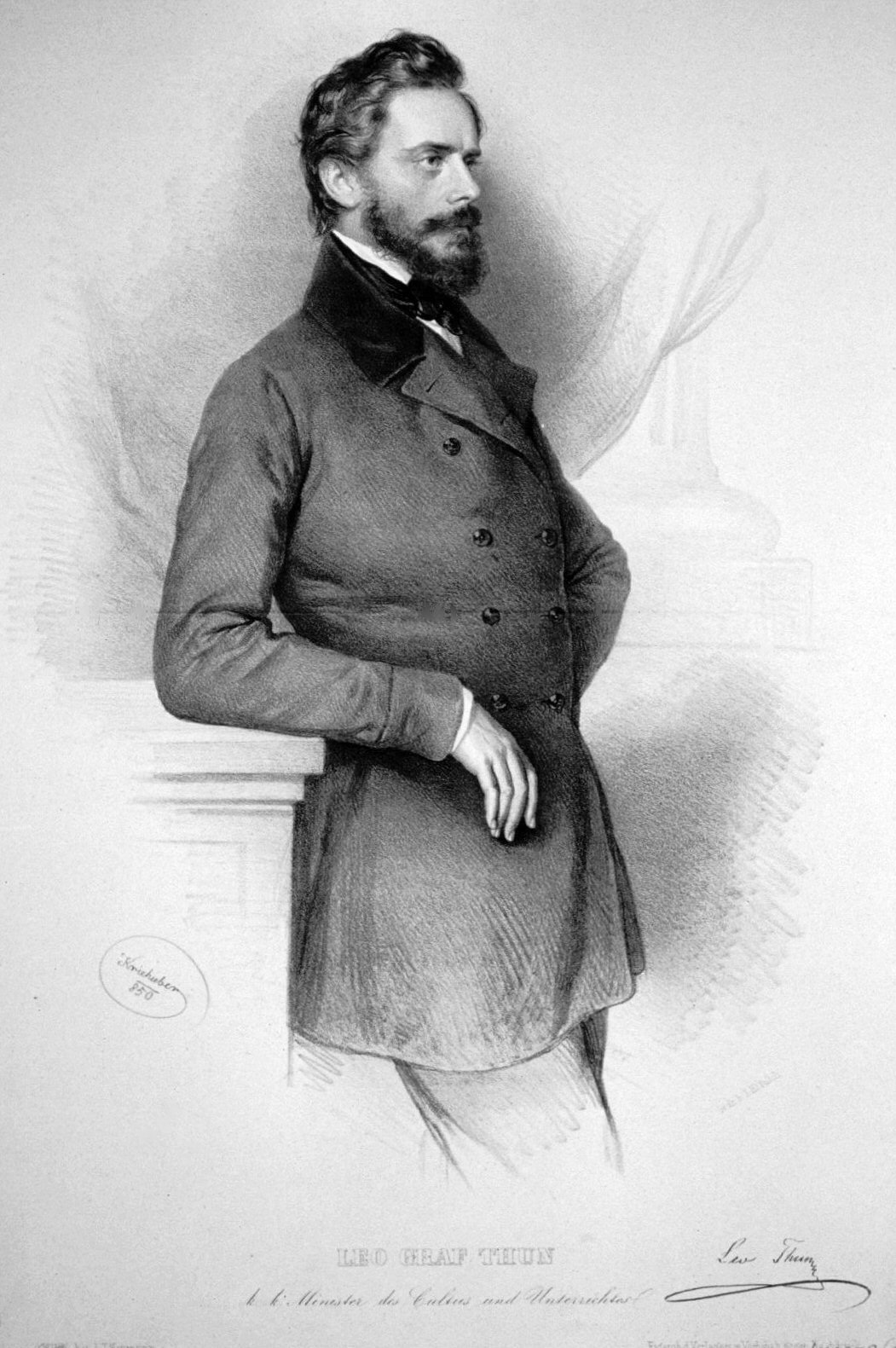
Leo Graf Thun, Lithographie von Josef Kriehuber, 1850

## Leben

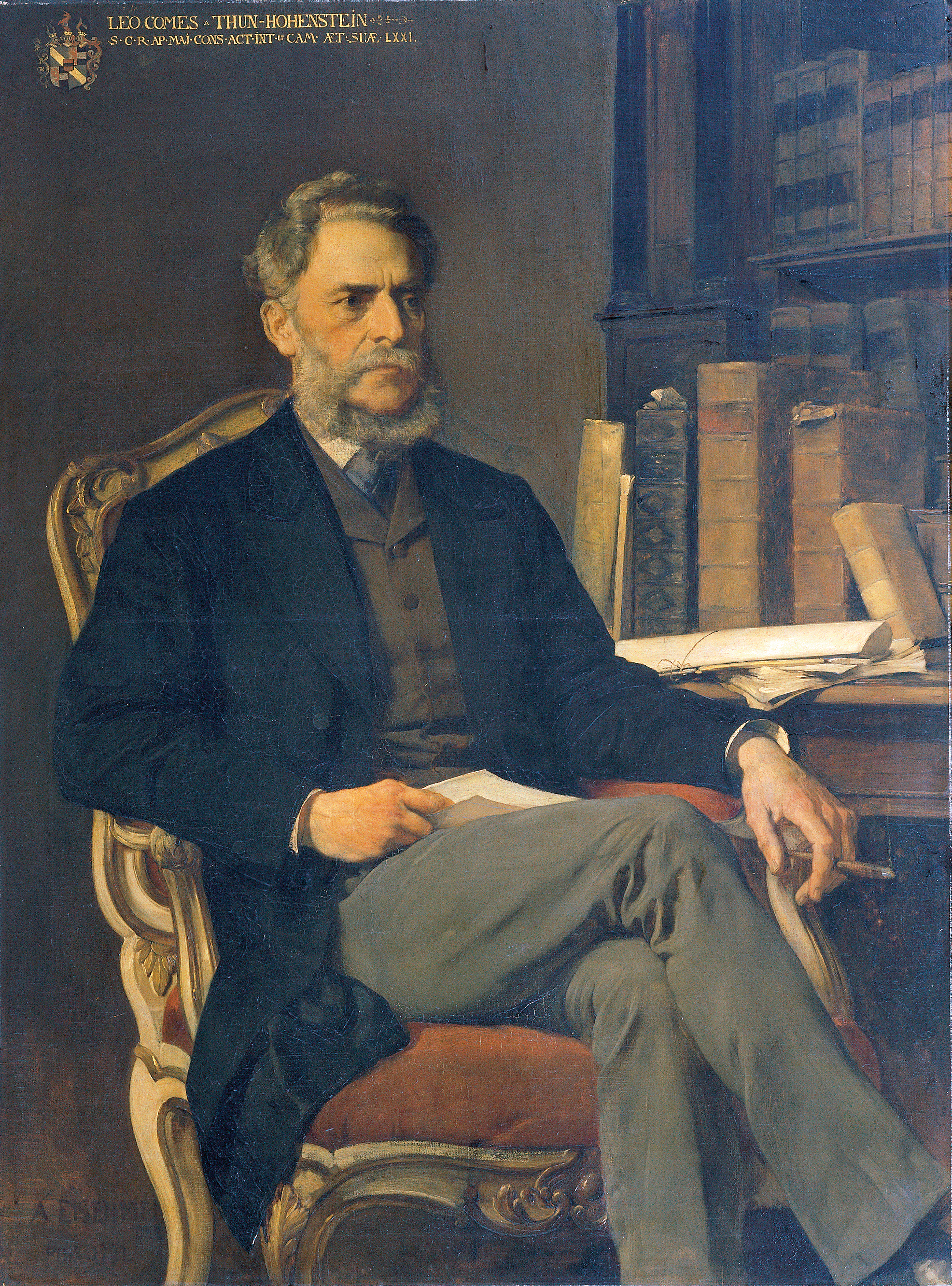
Leo Graf Thun-Hohenstein, porträtiert von August Eisenmenger (1882)

Leo Graf von Thun und Hohensteins Eltern waren Franz Anton Graf von Thun und Hohenstein (1786–1873) und Theresia Maria von Brühl (1784–1844).
Nach seinem Studium der Rechtswissenschaften an der Karls-Universität Prag ging Thun 1836 in den Staatsdienst und arbeitete zunächst am Prager Kriminalgericht, später an unterschiedlichen Dienststellen der Vereinigten Hofkanzlei. 1848 erfolgte die Berufung zum Gubernialpräsidenten von Böhmen und 1849 die Ernennung zum österreichischen Minister für Cultus und Unterricht.
Während seiner bis 1860 dauernden Amtszeit reformierte von Thun das österreichische Bildungswesen. Grundlage dafür bildeten die Vorschläge von Franz Serafin Exner. Er führte die Hochschulautonomie in Österreich ein und strukturierte die Wiener Akademie der Wissenschaften neu. Der Universität Wien verschaffte er eine Aufstockung ihres Etats und eine Vervielfachung der Anzahl ihrer Lehrstühle. Seine Bildungspolitik war von Toleranz geprägt. Wissenschaftler evangelischer oder jüdischer Konfession erhielten Lehrbefugnis an den Universitäten und namhafte ausländische Gelehrte wurden ins Land berufen. Die Evangelisch-theologische Lehranstalt erhielt den Status einer Fakultät, das Institut für Österreichische Geschichtsforschung wurde zu einer modernen Ausbildungsstätte nach dem Vorbild der École nationale des chartes umgewandelt.
Thun gehörte zu den Vätern des Konkordats von 1855, das der katholischen Kirche umfangreiche Kompetenzen des Staates übertrug. 1857 wurde er Ehrenbürger von Innsbruck. Als Vorsitzender der Katholisch Konservativen engagierte er sich ab 1860 erfolglos für eine Schaffung eines föderalistischen österreichischen Staates mit weitgehender Autonomie der Teilstaaten. Am 26. Mai 1860 wurde er zum Ehrenmitglied der Kaiserlichen Akademie der Wissenschaften ernannt. Zwischen 1865 und 1888 war er verantwortlich für die Herausgabe der Zeitschrift Das Vaterland.
Von 1861 bis zu seinem Tode gehörte Leo von Thun-Hohenstein als erbliches Mitglied dem österreichischen Herrenhaus an und war Wortführer der Katholiken. Zwischen 1861 und 1867, 1870 und 1871 sowie von 1883 bis 1888 gehörte er dem böhmischen Landtag an, wo er ab 1883 der tschechischen Autonomiefraktion angehörte.

## Schriften (Auswahl)
- Über den gegenwärtigen Stand der böhmischen Literatur. 1842
- Die Stellung der Slowaken in Ungarn. 1843